# Нойманова, Катержина
Ка́тержина Но́йманова (чеш. Kateřina Neumannová; ['katɛr̝ɪna 'nojmanova:]; род. 15 февраля 1973[…], Писек, Южно-Чешская область) — чехословацкая и чешская велогонщица и лыжница. Как лыжница — олимпийская чемпионка 2006 и двукратная чемпионка мира (2005 и 2007).
Всего на счету Катержины 6 олимпийских наград (1 золото + 4 серебра + 1 бронза) и 5 наград с чемпионатов мира (2 золота + 1 серебро + 2 бронзы) по лыжным гонкам (все в личных гонках).
Как велогонщица — неоднократная чемпионка Чехии и участница Олимпийских игр в Атланте в 1996 году.